# Маунтін-Айрон (Міннесота)
Маунтін-Айрон (англ. Mountain Iron) — місто (англ. city) в США, в окрузі Сент-Луїс штату Міннесота. Населення — 2878 осіб (2020).

## Географія
Маунтін-Айрон розташований за координатами 47°32′43″ пн. ш. 92°37′31″ зх. д. / 47.54528° пн. ш. 92.62528° зх. д. (47.545296, -92.625238).  За даними Бюро перепису населення США в 2010 році місто мало площу 184,69 км², з яких 177,47 км² — суходіл та 7,22 км² — водойми.

## Демографія
Згідно з переписом 2010 року, у місті мешкало 2869 осіб у 1336 домогосподарствах у складі 796 родин. Густота населення становила 16 осіб/км².  Було 1442 помешкання (8/км²).
Расовий склад населення:
| - 96,8 % — білих - 0,7 % — корінних американців - 0,3 % — чорних або афроамериканців - 0,2 % — азіатів |

До двох чи більше рас належало 2,0 %. Частка іспаномовних становила 0,6 % від усіх жителів.
За віковим діапазоном населення розподілялося таким чином: 20,7 % — особи молодші 18 років, 61,9 % — особи у віці 18—64 років, 17,4 % — особи у віці 65 років та старші. Медіана віку мешканця становила 45,4 року. На 100 осіб жіночої статі у місті припадало 99,4 чоловіків;  на 100 жінок у віці від 18 років та старших — 94,7 чоловіків також старших 18 років.
Середній дохід на одне домашнє господарство  становив 60 337 доларів США (медіана — 50 703), а середній дохід на одну сім'ю — 75 013 долари (медіана — 77 566). Медіана доходів становила 57 321 долар для чоловіків та 32 364 долари для жінок. За межею бідності перебувало 11,9 % осіб, у тому числі 17,9 % дітей у віці до 18 років та 1,3 % осіб у віці 65 років та старших.
Цивільне працевлаштоване населення становило 1359 осіб. Основні галузі зайнятості: освіта, охорона здоров'я та соціальна допомога — 21,6 %, транспорт — 10,6 %, роздрібна торгівля — 9,9 %, фінанси, страхування та нерухомість — 9,6 %.